# André Engros
André Engros, né le 21 novembre 1926 à Paris et mort le 1er octobre 1943 à la forteresse du Mont-Valérien, est un militant communiste et résistant français.
Membre du 2e « détachement juif » des FTP-MOI, condamné à mort en septembre 1943, il est fusillé le 1er octobre 1943 à 16 ans, faisant de lui le plus jeune fusillé du Mont-Valérien.

## Biographie

### Enfance et adolescence
André Engros est le fils d’Isaac Engros et de Rosalie Getner. Son père, juif égyptien né en 1890 à Alexandrie, est arrivé en France en 1900. Il devient chauffeur. Quant à sa mère, fille d’immigrés juifs russes, née en 1891 à Paris, elle fut couturière puis mère au foyer.
André Engros était le benjamin d’une famille comptant deux autres garçons, Marcel et Lucien, qui vivait à Paris, 2 place du Marché-Sainte-Catherine (IVe arr.). En août 1927, les trois enfants du couple acquirent la nationalité française par déclaration.
Son père demanda, en juin 1928, sa naturalisation, mais comme il ne s’était pas fait enrôler comme volontaire dans l’armée française en 1914 et que son casier judiciaire n’était pas vierge, sa demande fut ajournée. André Engros grandit dans le IVe arrondissement et fut scolarisé rue Neuve-Saint-Pierre, où il obtint son certificat d’études. Receveur lithographe de profession, il militait avec ses frères à la section du IVe arrondissement des Jeunesses communistes.

### Résistance et décès
Au printemps 1939, lui et sa famille déménagèrent pour un appartement situé au 18 de la rue des Écouffes dans le 4e arrondissement. Ils se firent recenser comme Juifs en octobre 1940 auprès du commissariat de leur quartier et quittèrent leur appartement, semble-t-il, en novembre 1941, pour aller s’installer dans un logement, 35 rue de Charenton dans le 12e arrondissement, peut-être afin d’éviter d’éventuelles arrestations.
Le 6 mars 1942, son frère aîné Marcel est interpellé par la brigade spéciale au cours d’une vague d’arrestations opérées parmi des cadres de l’appareil central du PCF ; remis aux autorités occupantes, il fut incarcéré à la prison du Cherche-Midi. Deux mois plus tard, le 8 mai, son frère Lucien, combattant de l’OS, fut arrêté à son tour par la brigade spéciale. Marcel est fusillé comme otage au Mont-Valérien le 23 mai, tandis que Lucien est condamné à mort le 7 août par le tribunal allemand de la Seine pour activité de franc-tireur.
Le même jour, leur mère fut internée par la police au fort de Romainville. Lucien est fusillé le 22 août 1942 au stand de tir de Balard, alors que leur mère est transférée au camp de Drancy le 3 septembre, pour être déportée, le 18, à destination d’Auschwitz par le convoi n° 34, où elle trouvera la mort.
Après les arrestations de décembre 1942 par la brigade spéciale parmi les FTP-MOI et dans le contexte d'une intensification de la lutte armée menée par le PCF clandestin, André Engros, encore très jeune, se retrouvant seul à Paris, rejoignit le deuxième « détachement juif » des FTP-MOI, formant un groupe avec Raymond Kojitski et Dominique (ou Nonique) Tuchklaper, leur chef.
Pour éviter d’être arrêté par la police, qui procède à de nombreuses interpellations en mars 1943 dans les rangs de la sous-section juive de la MOI, André Engros alias Roger quitta son domicile du 35 rue de Charenton, où il continuait à vivre sous son véritable nom et passa dans la clandestinité. Nonique Tuchklaper lui fournit une fausse carte d’identité au nom de Gérard Larmant ainsi qu’une chambre louée, au 92 rue du Faubourg-du-Temple dans le 11e arrondissement, où il demeura dans l’illégalité. 
Cependant, dès le 28 avril, il fut pris en filature par des inspecteurs de la brigade spéciale alors qu’il avait rendez-vous, au métro Porte-de-Vincennes, avec Mayer List, alors responsable militaire du deuxième détachement.
Au sein des FTP-MOI, André Engros participe notamment au grenadage d’un détachement allemand, rue de Courcelles, le 27 mai 1943, en compagnie de Raymond Kojitski. Le 2 juillet suivant, il est interpellé à son domicile par des inspecteurs de la brigade spéciale, dans le cadre d’une vague d’arrestations. Remis aux autorités occupantes, il est condamné à mort le 20 septembre 1943 par le tribunal allemand de la Seine pour activité de franc-tireur, il est fusillé le 1er octobre au Mont-Valérien et inhumé au cimetière d’Ivry. Il était âgé de 16 ans et est le plus jeune fusillé du Mont-Valérien.
Son père, Isaac Engros, est interné au camp de Rouillé (Vienne), puis transféré le 21 janvier 1944 au camp de Drancy, pour être déporté le 10 février suivant (convoi n° 67) à destination d’Auschwitz, où il trouva la mort.
Après la guerre, André Engros ne reçoit aucune distinction posthume, il n'est pas homologué au titre de la Résistance intérieure française. Sa famille ayant disparu, personne ne fut en mesure de déposer une demande à cet effet. Néanmoins, en marge de son acte de décès, on fit figurer en septembre 1972, la mention « Mort pour la France ».

## Hommages

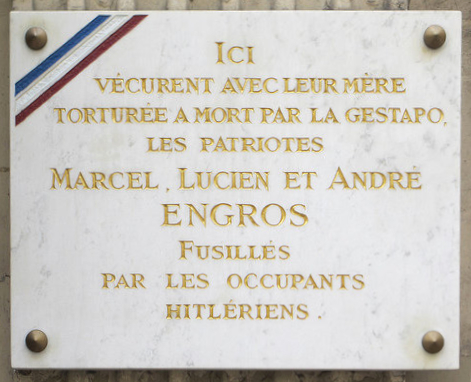
Plaque en hommage à la famille Engros sur l'immeuble au 18 de la rue des Écouffes, où ils ont habité.

- Au 18 de la rue des Écouffes, une plaque commémorative est posée et rend hommage à la famille Engros, notamment les trois frères et la mère, tous fusillés par les occupants nazis.
- Mort pour la France